# Chrobotek kieliszkowaty

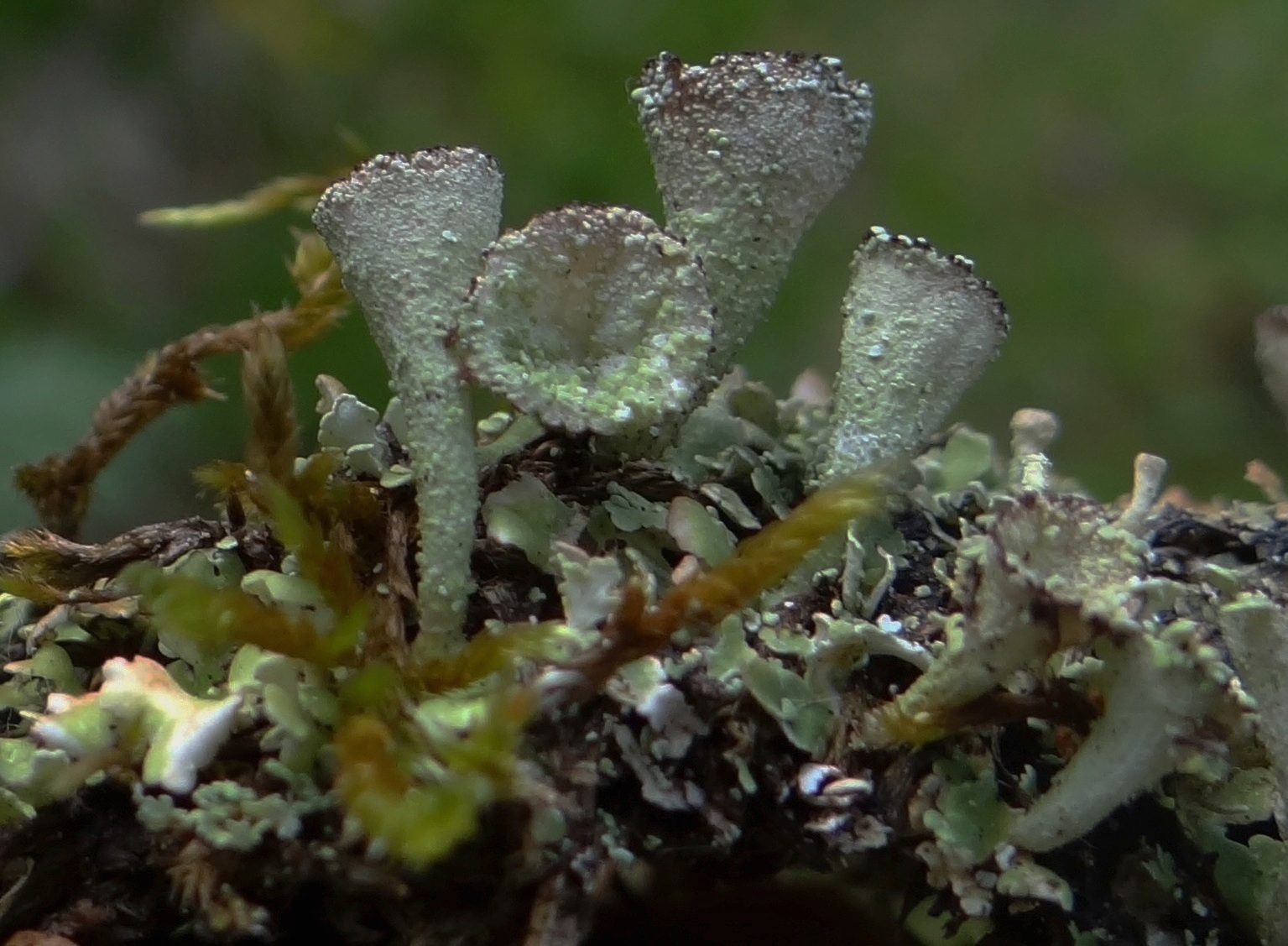

Chrobotek kieliszkowaty (Cladonia chlorophaea (Flörke ex Sommerf.) Spreng.) – gatunek grzybów należący do rodziny chrobotkowatych (Cladoniaceae). Ze względu na współżycie z glonami zaliczany jest do porostów.

## Systematyka i nazewnictwo
Pozycja w klasyfikacji według Index Fungorum: Cladonia, Cladoniaceae, Lecanorales, Lecanoromycetidae, Lecanoromycetes, Pezizomycotina, Ascomycota, Fungi
Po raz pierwszy takson ten zdiagnozowali Flörke i Søren Christian Sommerfelt nadając mu nazwę Cenomyce chlorophaea. Obecną, uznaną przez Index Fungorum nazwę nadał mu w 1827 r. Kurt Polycarp Joachim Sprengel, przenosząc go do rodzaju Cladonia.
Niektóre synonimy naukowe:
- Cenomyce chlorophaea Flörke ex Sommerf.
- Cladonia pyxidata subsp. chlorophaea (Flörke ex Sommerf.) V. Wirth, 1994
- Cladonia pyxidata var. chlorophaea (Flörke ex Sommerf.) Flörke

Nazwa polska według Krytycznej listy porostów i grzybów naporostowych Polski.

## Morfologia
Plecha z glonami protokokkoidalnymi. Plecha pierwotna jest trwała lub zanikająca i ma drobne łuski. Podecja mają wysokość 1–3 cm, średnicę do 1 cm i kieliszkowaty kształt, przy czym rozszerzają się od połowy lub nawet od samej podstawy. Czasami podecja są 2 lub 3-piętrowe – wyższe pięterka wyrastają z brzegu niższych. Kora dolnej części podecjów jest gładka lub pokryta łuskami, w górnej części w zagłębieniach kory znajdują się ziarenkowate lub mączysto-ziarenkowate urwistki o barwie białawej, szarej lub brunatnozielonkawej. Reakcje barwne: Pd + czerwone, K –. Pyknidia brązowe.
Dość często na brzegach kieliszków wyrastają brązowe apotecja. Wyrastają pojedynczo lub po kilka, mają średnicę 0,5-5 mm, są siedzące lub na krótkich trzonkach. W jednym worku powstaje po 8 bezbarwnych, jednokomórkowych zarodników o rozmiarach 12–7× 3–4 μm.

## Występowanie i siedlisko
Występuje na całym świecie, na wszystkich kontynentach, również na Antarktydzie i na Grenlandii. W Polsce występuje pospolicie na terenie całego kraju.
Rośnie w lasach szpilkowych oraz mieszanych, ale także na terenach otwartych, najczęściej na drewnie – na pniakach i u podstawy pni drzew, ale także na mszakach oraz na piaszczystych lub próchnicznych glebach. Gatunek charakterystyczny dla Ass. Pohlio-Callunion.

## Gatunki podobne
Jest wiele podobnych gatunków chrobotków wytwarzających podecja z kieliszkowatymi zakończeniami i brązowymi owocnikami. M.in. są to:
- chrobotek strzępiasty (Cladonia fimbriata). Najbardziej pospolity. Nie wytwarza piętrowych podecjów[7],
- chrobotek kubkowy (Cladonia pyxidata). Ma większe, bardziej rozwarte kieliszki.
- chrobotek rozetkowy (Cladonia pocillum). Występuje na wapiennym podłożu.
- chrobotek krępy (Cladonia humilis). Ma krótkie podecja, mączyste urwistki i wytwarza atranorin.

Rozróżnienie tych gatunków jest trudne, wymaga porównania morfologii owocników i szczegółów budowy podecjów. Chrobotek kieliszkowaty najczęściej mylony bywa z ch. strzępiastym lub ch. kubkowym. Czasami, szczególnie w przypadku okazów młodych lub bardzo starych rozróżnienie tych gatunków jest niemożliwe. Według niektórych lichenologów nie wszystkie te porosty są traktowane jako odrębne gatunki, lecz jako odmiany, chemotypy lub ekotypy. Index Fungorum uznaje je za odrębne gatunki, jednak pewne ustalenie ich taksonomii i odrębności wymaga badań.